# Ebou Adams
Ebrima „Ebou” Adams (ur. 15 stycznia 1996 w Greenwich) – gambijski piłkarz grający na pozycji środkowego pomocnika. Od 2019 jest zawodnikiem klubu Forest Green Rovers.

## Kariera piłkarska
Swoją piłkarską karierę Adams rozpoczynał w juniorach takich klubów jak: Orpington (2006-2010) i Dartford (2010-2014). W sezonie 2013/2014 zadebiutował w nim w Conference National. W sezonie 2014/2015 był wypożyczony do Walton Casuals. W 2016 roku odszedł do Norwich City, jednak nie zaliczył w nim debiutu. W sezonie 2016/2017 wypożyczono go z Norwich do Braintree Town, a w 2017 roku trafił na wypożyczenie do Shrewsbury Town. W 2018 roku był wypożyczony do Leyton Orient. W sezonie 2018/2019 był piłkarzem Ebbsfleet United.
Latem 2019 Adams przeszedł do Forest Green Rovers, grającego w League Two. Zadebiutował w nim 10 sierpnia 2019 w zremisowanym 1:1 wyjazdowym meczu z Walsall.
| Sezon   | Klub                | Kraj   | Rozgrywki                   | Mecze | Gole |
| ------- | ------------------- | ------ | --------------------------- | ----- | ---- |
| 2013/14 | Dartford            | Anglia | Conference National         | 1     | 0    |
| 2014/15 | Dartford            | Anglia | Conference National         | 4     | 0    |
| 2014/15 | Walton Casuals      | Anglia | Isthmian Division One South | 26    | 2    |
| 2015/16 | Dartford            | Anglia | National League South       | 16    | 1    |
| 2015/16 | Norwich City        | Anglia | Premier League              | 0     | 0    |
| 2016/17 | Norwich City        | Anglia | Championship                | 0     | 0    |
| 2016/17 | Braintree Town      | Anglia | National League             | 3     | 0    |
| 2017/18 | Shrewsbury Town     | Anglia | League One                  | 5     | 0    |
| 2017/18 | Leyton Orient       | Anglia | National League             | 5     | 0    |
| 2018/19 | Ebbsfleet United    | Anglia | National League             | 37    | 0    |
| 2019/20 | Forest Green Rovers | Anglia | League Two                  | 34    | 4    |
| 2020/21 | Forest Green Rovers | Anglia | League Two                  | 37    | 2    |

## Kariera reprezentacyjna
W reprezentacji Gambii Adams zadebiutował 8 września 2018 w zremisowanym 1:1 meczu kwalifikacji do Pucharu Narodów Afryki 2019 z Algierią, rozegranym w Bakau. W 2022 roku został powołany do kadry na Puchar Narodów Afryki 2021. Rozegrał na nim trzy mecze: grupowe z Mauretanią (1:0), z Mali (1:1) i z Tunezją (1:0).